# Ionizační potenciál

Graf závislosti Ionizačního potenciálu na atomovém čísle

Ionizační potenciál (ionizační energie) atomu nebo molekuly je energie potřebná k odtržení jednoho elektronu z izolovaného, plynného atomu nebo iontu. Tato veličina vyjadřuje snahu atomu nebo iontu udržet si elektron, tedy „sílu“ jakou je elektron vázán v elektronovém obalu. Větší ionizační energie znamená obtížnější odtržení elektronu z atomu.
Dodáním ionizační energie atomu se odtrhne jeden nebo postupně více elektronů a vznikne kladně nabitý kation.
Jednotkou elektronové afinity je kilojoule na mol (kJ/mol) nebo elektronvolt (eV) na jeden atom.

## Definice a výpočet
Ionizační energie Ei je minimální energie potřebná k odtržení elektronu od atomu (X) v základním stavu v plynné fázi (g). 
X(g) + Ei1 → X+ + e−
Energie potřebná k odtržení dalších elektronů od atomu se postupně zvyšuje. Například druhá ionizace odpovídá reakci:
X+(g) + Ei2 → X2+ + e− 
Kde Ei2 je větší než Ei1. Obecně tedy platí, že n-tá ionizační energie je energie potřebná k odtržení n-tého elektronu po odtržení n − 1 elektronů. Největší nárůst ionizační energie nastává u stabilních konfigurací blízkých vzácným plynům.

## Ionizační energie a periodická tabulka
Hodnota ionizační energie klesá ve skupině periodické tabulky a vzrůstá zleva doprava v rámci jedné periody. Nejvýraznější nárůst ionizační energie je v případě, kdy dojde k odtržení elektronu ze zaplněného atomového orbitalu blíž k jádru. To je způsobeno tím, že po odstranění všech elektronů z vnějšího orbitalu přichází na řadu elektron z orbitalu, který je blíž k jádru. Jeho odtržení je energeticky náročnější, neboť blízko jádra působí na elektrony větší elektrostatická síla. V tabulce jsou uvedeny ionizační energie několika prvků pro první až sedmý odtržený elektron.
| Ionizační energie v kJ/mol |       |       |       |        |        |        |        |
| Prvek                      | První | Druhý | Třetí | Čtvrtý | Pátý   | Šestý  | Sedmý  |
| Na                         | 496   | 4 560 |       |        |        |        |        |
| Mg                         | 738   | 1 450 | 7 730 |        |        |        |        |
| Al                         | 577   | 1 816 | 2 881 | 11 600 |        |        |        |
| Si                         | 786   | 1 577 | 3 228 | 4 354  | 16 100 |        |        |
| P                          | 1 060 | 1 890 | 2 905 | 4 950  | 6 270  | 21 200 |        |
| S                          | 999,6 | 2 260 | 3 375 | 4 565  | 6 950  | 8 490  | 27 107 |
| Cl                         | 1 256 | 2 295 | 3 850 | 5 160  | 6 560  | 9 360  | 11 000 |
| Ar                         | 1 520 | 2 665 | 3 945 | 5 770  | 7 230  | 8 780  | 12 000 |

Hodnotu ionizačního potenciálu se mění podle toho, zda je elektron ve valenční slupce nebo v slupce blíže jádru. První elektron jde odtrhnout velmi snadno, protože vzniklý ion získá konfiguraci příslušného vzácného plynu. Odtržení druhého elektronu je již energeticky velmi náročné, protože vzniklá elektronová konfigurace je energeticky méně výhodná.
Pokud například pro odtržení prvního elektronu od atomu je třeba ionizační energie 1500 kJ/mol, pro druhý elektron již 5000 kJ/mol a pro třetí 6000 kJ/mol, bude to atom, který ve  valenční slupce obsahuje pouze jeden elektron. Jedná se tedy o alkalický kov.

## Ionizační energie a elektronová afinita
Hlavní rozdíl mezi ionizační energií a elektronovou afinitou je ten, že ionizační energie udává množství energie potřebné k odtržení elektronu od atomu a elektronová afinita udává množství energie uvolněné při získání elektronu atomem. Vyšší elektronovou afinitu mají atomy, jejichž elektronová valenční vrstva je zaplněna téměř jako valenční vrstva vzácného plynu (oktetové pravidlo).

## Ionizační energie a elektronegativita
Elektronegativita je míra schopnosti atomu přijímat nebo ztrácet elektrony. Rovná se průměru ionizační energie a elektronové afinity.  Například lithium má velmi nízkou ionizační energii i elektronovou afinitu, zatímco chlor má obě tyto hodnoty vysoké. Elektronegativita Cl bude tudíž vysoká a elektronegativita Li nízká.
Rozdíl elektronegativit dvou prvků poskytuje představu o charakteru chemické vazby mezi nimi. Ty podle velikosti elektronegativity dělíme na:
- Iontová vazba – vzniká, pokud je rozdíl elektronegativit větší než 2
- Kovalentní vazba – vzniká, pokud je rozdíl elektronegativit menší než 1
- Polární vazba – vzniká, pokud je rozdíl elektronegativit mezi hodnotami 1 a 2, vazba je přechodem mezi vazbou kovalentní a iontovou.